# Amelora
Amelora is een geslacht van vlinders van de familie spanners (Geometridae), uit de onderfamilie Ennominae.

## Soorten
- A. adusta Turner, 1947
- A. amblopa Guest, 1887
- A. anepiscepta Turner, 1947
- A. anthracica Lower, 1905
- A. anthracocentra Turner, 1947
- A. arotraea Meyrick, 1892
- A. australis Rosenstock, 1885
- A. belemnophora Turner, 1947
- A. belophora Turner, 1919
- A. camptodes Turner, 1919
- A. catacris Meyrick, 1892
- A. ceraunia Turner, 1947
- A. conia Turner, 1947
- A. crenulata Turner, 1926
- A. cryphia Turner, 1919
- A. crypsigramma Lower, 1899
- A. cyclocentra Turner, 1926
- A. chordata Meyrick, 1890
- A. delogramma Lower, 1903
- A. demistis Guest, 1887
- A. fucosa Turner, 1919
- A. goniota Guest, 1887
- A. idiomorpha Lower, 1893
- A. leucaniata Guenée, 1858
- A. lithopepla Lower, 1918
- A. macarta Turner, 1919

- A. mesocapna Turner, 1919
- A. milvaria Guenée, 1858
- A. oenobreches Turner, 1919
- A. oncerodes Turner, 1919
- A. oritropha Turner, 1919
- A. oxytona Turner, 1925
- A. pachyspila Turner, 1919
- A. pentheres Turner, 1919
- A. rhyncophora Lower, 1893
- A. sparsularia Guenée, 1858
- A. suffusa Turner, 1925
- A. synclera Turner, 1919
- A. thegalea Turner, 1947
- A. zophopasta Turner, 1919